# Инеса Арманд
Инеса Фјодоровна Арманд (енгл. Elisabeth-Inès Stéphane d'Herbenville; Париз, 8. мај 1874 — Наљчик, 24. септембар 1920) била је француско-руска комунистичка политичарка, чланица бољшевика и феминисткиња која је већи део живота провела у Русији. Арманд, као важна фигура у руском комунистичком покрету пре Револуције и раним данима комунистичке ере, дуго је била скоро заборављена (због намерне стаљинистичке цензуре, делом због њеног односа са Лењином) све до делимичног отварања Совјетских архива током 1990-их (упркос томе, многи вредни извори о њеном животу и даље остају недоступни у руским архивима). Историчар Мајкл Пирсон је о њој писао: „Она је требало да му (Лењину) помогне да поврати свој положај и да своје бољшевике усаврши у силу која ће стећи већу моћ од цара, а која ће до 1919. постати најмоћнија жена у Москви.

## Младост и бракови
Арманд је рођена у Паризу. Њена мајка, Натали Вајлд, била је комичарка полу француског и полу енглеског порекла, а њен отац Теодор Пеше д'Ербенвил је био француски оперски певач. Отац јој је умро када је имала пет година, а васпитавале су је тетка и бака које су живеле у Москви, обе учитељице.
Са деветнаест година удала се за Александра Армана, сина богатог руског произвођача текстила. У браку је родила четворо деце. Инеса и њен муж отворили су школу за сељачку децу ван Москве. Такође се придружила добротворној групи посвећеној помоћи сиромашним женама у граду.

## Живот
Године 1902. напустила је мужа, са којим је имала отворени брак, да би се удала за његовог млађег брата Владимира, који је делио њене радикалне политичке ставове, и родила му своје пето дете, Андреја.
Године 1903. придружила се илегалној Руској социјалдемократској радничкој партији. Арманд је дистрибуирала илегалну пропаганду ; након хапшења у јуну 1907. осуђена је на две године унутрашњег прогонства у Мезењу у северној Русији.

У новембру 1908. Арманд је успела да побегне из Мезења и на крају је напустила Русију да се настани у Паризу, где је упознала Владимира Лењина и друге бољшевике који су живели у страном изгнанству. Године 1911. Арманд је постала секретар Комитета страних организација основаног за координацију свих бољшевичких група у западној Европи.
Арманд се вратила у Русију јула 1912. Ово је била ризична мисија. Лењину је била потребна да пренесе резолуцију Прашке конференције, да помогне у организовању бољшевичке кампање за избор њених присталица у Думу и да сазна шта се дешава у Правди. Хелен Рапапорт напомиње да је Лењин знао да ће њен улазак у Русију довести до моменталног хапшења, али је то омаловажавао, јер је његова забринутост за партијски рад превазишла његова лична осећања према њој. Два месеца касније ухапшена је и затворена, да би пуштена уз кауцију у марту 1913, захваљујући Александровој великодушној подршци. Поново илегално напуштајући Русију, отишла је да живи са Владимиром Лењином и Надеждом Крупском у Галицији. Такође је почела да ради на уређивању Работнице. Крупска је, са дивљењем, приметила да се исцрпљена Арманд одмах бацила на партијске послове. Лењин јој је писао и веровао јој више него било коме другом у својим круговима. Охрана је сматрала да је Арман десна Лењинова рука. Према писцу Ралфу Картеру Елвуду, „Чак и више од Троцког током периода Искре, она је постала Лењинова 'баћар' — неко ко ће повратити поколебљиве бољшевике у ред, да преноси бескомпромисне поруке својим политичким противницима, да извршава непријатне мисије што је сам Лењин најрадије избегавао“.
Арманд је била узнемирена што су многи социјалисти у Европи одлучили да се не боре против ратних напора током Првог светског рата. Придружила се Лењину у помагању у дистрибуцији пропаганде која је позивала савезничке трупе да окрену своје пушке против својих официра и да започну социјалистичку револуцију.
Лењин ју је именовао за бољшевичког представника на конференцији Међународног социјалистичког бироа у Бриселу у јулу 1914. Бертрам Волф је приметио: „Он ју је слао да се састане и да се бори са таквим великим личностима као што су Кауцки, Вандервелде, Хајсманс, Луксембург, Плеханов, Троцки и Мартов. Рачунао је на њено владање свим језицима Интернационале, њену буквалну приврженост њему и његовим ставовима, њену непоколебљивост под ватром”. Написао јој је:
Уверен сам да сте један од оних који се развијате, јачате, постајете енергичнији и смелији када сте сами на одговорном месту… Тврдоглаво не верујем песимистима који говоре да сте — тешко да сте — глупости и опет глупости.
У марту 1915. Арманд је отишла у Швајцарску где је организовала антиратну Међународну конференцију жена социјалиста.

## Руска револуција
Дана 2. марта 1917. цар Николај II је абдицирао, остављајући привремену владу контролу над земљом, која је прогласила Руску Републику. Бољшевици у егзилу су очајнички желели да се врате у Русију како би помогли у обликовању будућности земље. Немачко министарство спољних послова, које се надало да ће бољшевички утицај у Русији помоћи да се рат на Источном фронту оконча, обезбедило је специјални воз за Армана, Владимира Лењина и 26 других револуционара да путују у Петроград.
Није учествовала у већини револуционарних догађаја, већ је одлучила да се брине о свом болесном сину Андреју. Још увек је нејасно зашто је одлучила да буде неактивна током овог кључног периода преузимања власти, иако је прекинула своје револуционарне активности зарад своје деце 1905, 1908. и 1913. Она је 19. априла присуствовала Конференцији Московске области, на којој је одржала снажне говоре о неопходности избора официра и братимљењу борбених снага, као и о опортунизму вођа Друге интернационале.
После Октобарске револуције, Арманд је била на челу Московског економског савета и била је извршни члан Московског совјета. Постала је упорни критичар одлуке совјетске владе да потпише Брест-Литовски споразум. По повратку у Петроград, постала је први директор Женотдела, организације која се борила за равноправност жена у Комунистичкој партији и совјетским синдикатима (Женотдел је деловао до 1930), са овлашћењем да доноси законодавне одлуке. Прошла је кроз реформе како би омогућила женска права на развод, абортус, учешће у владиним пословима и стварање објеката као што су масовне кантине и центри за мајке. Године 1918, уз помоћ Свердлова против опозиције Зиновјева и Радека, успела је да одржи национални конгрес радничких жена, са Лењином као говорником. Према Елвуду, разлог зашто је партијско руководство пристало да подржи Армандову агитацију за комуналне објекте био је тај што је грађански рат захтевао ангажовање жена у фабричким пословима и помоћним пословима у Црвеној армији, што је створило потребу да се жене ослободе традиционалних дужности. Арманд је такође председавала Првом међународном конференцијом жена комуниста 1920. У пролеће 1920. године појавио се, опет на Армандову иницијативу, часопис Комунистка, који се бавио „ширим аспектима женске еманципације и потребом да се промени однос међу половима ако се жели трајна промена”.

## Смрт
Схвативши да је исцрпљена од преоптерећености послом, Лењин је позвао Арман да оде на одмор на Кавказ, не знајући да је то подручје заражено епидемијом и да га Црвена армија није смирила. Она и други пацијенти морали су да буду евакуисани из региона. Увече 21. септембра 1920. одважила се на састанак са Извршним комитетом Наљчика, да би добила смештај за своју групу, и добила је колеру. Умрла је у јутарњим часовима 24. септембра у 46. години. Организована је државна сахрана, уз масовно певање Интернационале. Сахрањена је у масовној гробници број 5 некрополе Кремљског зида на Црвеном тргу у Москви, као прва жена која је добила ову почаст.
У првом издању Велике совјетске енциклопедије, објављеном 1926. године, обележена је као „старији и посвећени бољшевик” и као „блиски Лењинов пријатељ и помоћник”, али је до 1930-их њен рад био заборављен. Женотдел је укинут 1930.

## У књижевности и филму
Претпоставља се да је Инеса Арманд модел за измишљену хероину романа Велика љубав, који је 1923. године написала Александра Колонтај, која је познавала и Лењина и Арманову. Јунакиња је заљубљена у револуционарног вођу, за који се претпоставља да је заснована на Лењину који „своју приврженост њему узима здраво за готово и узвраћа љутњом и сумњом“. Арман је представљена у филмовима Лењин у Паризу (1981, њен лик је глумила Клод Џејд), Лењин. . . Воз (1988, игра Доминик Санда) и Сви моји Лењини (1997, игра Џејн Шевченко). Такође је приказана као хероина у фикционализованом извештају о Лењиновом повратку у Русију: Седам дана до Петрограда (1988, Том Хајман, Penguin Books).

## Романтична веза са Лењином
Арманд и Лењин су били веома блиски пријатељи од 1911. до 1912. или 1914. године – о томе колико је то било сексуално остаје предмет расправе међу научницима.
Крупска је написала о њој:
Било нам је страшно драго... њеном доласку. . . . У јесен (1913.) сви смо се веома зближили са Инесом. У њој је било много животне радости и жара. Инесу смо познавали у Паризу, али тамо је била велика колонија. У Кракову је живео мали уско повезан круг другова. Инеса је изнајмила собу у истој породици са којом је живео Каменев. Моја мајка се блиско везала за Инесу. Инеса је често ишла да разговара са њом, да седи са њом, да попуши са њом. Постало је пријатније и веселије када је Инеса дошла. Цео наш живот био је испуњен партијским бригама и пословима, више као студентска комуна него као породични живот, и било нам је драго што имамо Инесу. . . Из њеног говора зрачило је нешто топло.

У Мемоарима Инесе Арманд, Крупска је даље сугерисала да су Инеса и Лењин били повезани заједничким омиљеним фиктивним делом Шта да се ради? :
Инесу је у социјализам покренула слика женских права и слобода у Шта да се ради? Попут хероине, прекинула је везе са једним мушкарцем да би живела са другим, бавила се добрим делима да искупи сиромашну жену и проститутку, покушавала је да реши проблеме сувише сервилног места жене у друштву. Заиста, читаве генерације руских радикала биле су под утицајем вишестраног утопијског романа Чернишевског и били су подстакнути да имитирају његове „необичне мушкарце и жене“. Као што је Маркс могао да буде духовни предак толико различитих људи као што су Бернштајн, Кауцки, Бебел и Луксембург, тако је Чернишевски био формирајући утицај на двојицу људи који су у својим личностима инкарнирали два супротстављена пола социјализма 1917: Церетелија и Лењина. Ако је Инеса у роману пронашла своју слику женских права и слободе у љубави, а Лењин прототипове његове авангарде и његовог вођства, Церетели је ту пронашао свој идеал служења народу.
Ангелица Балабанофф се присјетила односа између Армана и Лењина:
Лењин је волео Инесу. У томе није било ничег неморалног, пошто је Лењин све рекао Крупској [опет исти код]. Дубоко је волео музику, а то му Крупскаја није могла дати. Инеса је дивно свирала — његов вољени Бетовен и друга дела. Послао је Инесу на Омладинску конференцију Цимервалдске групе — мало стару, али је имала акредитив од бољшевика и морали смо да га прихватимо. Није се усудио сам да дође, сео је доле у суседном кафићу и пио чај, добијао извештаје од ње, давао јој упутства. Отишао сам на чај и нашао га тамо. Јесте ли дошли на чаи, питао сам, или на резолутси? (за чај, или за решење? ) Зналачки се насмејао, али није одговорио. [Инеса се жестоко борила, али је резолуција коју је Лењин припремио за њу поражена резултатом 13–3. ] Када је Инеса умрла, молио ме је да говорим на њеној сахрани. Био је потпуно сломљен њеном смрћу.
Боб Гоулд је приметио да је „прилично јасно из Армандових последњих дневничких записа, и из Лењинове крајње девастације њеном смрћу, да су обоје можда имали неку нејасну перспективу наставка физичке стране своје везе у неком повољнијем тренутку у будућности, као што људи често раде у таквим околностима. Још једна одлика Инесе Арманд била је да је, упркос њеној интензивној емоционалној вези са Лењином, била способна да се политички не слаже са њим по принципу. Била је енергичан учесник радничке опозиције, упркос чињеници да је то укључивало дубок политички сукоб са Лењином.“ 
Према Елвуду, откако је Бертрам Вулф доказао постојање романтичне везе 1963. године, западњачка наука се толико фокусирала на то да су њена достигнућа као револуционарке и феминисткиње обично замагљена. Елвуд је покушала да скрене пажњу на њен рад најпре као подземне пропагандисткиње, затим као бољшевичке организаторке у емиграцији, и на крају као браниоца женских права на радном месту и у друштву.